# Elezioni legislative in Francia del 1871
Le elezioni legislative in Francia del 1871 per eleggere i 638 deputati dell'Assemblea nazionale si sono tenute l'8 febbraio. Il sistema elettorale utilizzato, un maggioritario a turno unico per i dipartimenti, è identico a quello utilizzato nelle elezioni del 1849.

## Contesto storico
Le elezioni si tennero in un Paese uscito sconfitto dalla Guerra franco-prussiana del 1870: la disfatta di Sedan del 2 settembre, e la conseguente cattura di Napoleone III, avevano portato al crollo virtuale del Secondo Impero (ufficialmente dissolto il 1º marzo 1871) e la creazione di un governo provvisorio definito "di difesa nazionale" che aveva fallito nel resistere all'assedio di Parigi, arresasi ai prussiani il 28 gennaio 1871.
Oltre ad un diffuso sentimento anti-bonapartista, si aggiungeva l'impossibilità per ben 43 dipartimenti di organizzare il procedimento elettorale in quelle zone, occupate dalle forze nemiche che avevano catturato anche ben 372 000 soldati francesi, inabili quindi a votare. Inoltre, la Francia era ancora in stato di assedio, e conseguentemente era stata mantenuta la censura sulla stampa e vincolata la libertà di associazione. I pochi dipartimenti rimasti sotto controllo francese erano le campagne ed il Midi , ambedue tradizionalmente cattolici e monarchici, per cui fu data per scontata una vittoria delle destre.
I due principali blocchi contrapposti, la destra monarchica e la sinistra repubblicana, erano tuttavia entrambi divisi in due correnti di diversi sentimenti sociali. La destra subiva ancore le conseguenze dalla "usurpazione" di Luigi Filippo del 1830, e di conseguenza il raggruppamento monarchico continuava a dividersi nei legittimisti, il cui pretendente e leader Enrico d'Artois mostrava sia un forte attaccamento al cattolicesimo sociale che un'avversione per l'eredità propugnata dalla rivoluzione francese, e negli orléanisti, guidati dal nipote di Luigi Filippo il Conte di Parigi, di simpatie moderatamente liberali. 
Mentre tuttavia il campo monarchico sembra dirigersi verso la conciliazione dinastica, quello repubblicano rimane insormontabilmente diviso su come affrontare le richieste tedesche di pace (poi concretizzate nell'umiliante Trattato di Francoforte): da un lato c'erano i "moderati" (detti spregiativamente "opportunisti" per via della loro alleanza con Napoleone III negli ultimi anni dell'Impero), favorevoli alla pace a qualsiasi condizione, e dall'altra i "radicali", guidati da Léon Gambetta, che si erano riuniti nell'Unione Repubblicana, favorevole a continuare la guerra e la resistenza contro i tedeschi.

## Svolgimento
Il cancelliere prussiano Bismarck, divenuto capo de facto del neonato Impero tedesco, non era intenzionato a continuare la guerra con la Francia o a negoziare intensamente con un governo ostile. Di conseguenza, malgrado la popolarità presso molti di Gambetta, Bismarck fece di tutto per garantire una vittoria al blocco "pacifista", composto dagli orléanisti e dai repubblicani moderati, in primis concedendo solo 3 settimane di tempo per organizzare le elezioni (impedendo sostanzialmente qualsiasi forma di propaganda) e mantenendo inabili al voto i dipartimenti occupati, ed in un secondo momento incoraggiando l'elezione a capo dello stato dell'anziano statista Adolphe Thiers, di idee liberali, indifferente alla causa monarchica e favorevole ad una rapida pace.

## Risultati
| Partito                    | Partito         | Seggi (8 febbraio) | Seggi (2 luglio) | Tot. Seggi |
| -------------------------- | --------------- | ------------------ | ---------------- | ---------- |
|                            | Legittimisti    | 235                | 3                | 238        |
|                            | Moderati        | 150                | 38               | 188        |
|                            | Orléanisti      | 130                | 9                | 139        |
|                            | Centro-sinistra | 90                 | 26               | 116        |
|                            | Radicali        | 80                 | 35               | 115        |
|                            | Bonapartisti    | 20                 | 3                | 23         |
| Vacanti                    | Vacanti         | Vacanti            | Vacanti          | 16         |
| Totale                     | Totale          | 654                | 114              | 768        |
| Fonte: Fréquence Histoire. |                 |                    |                  |            |